# Аль-Хатиб, Бахидж
Бахи́дж аль-Хати́б (араб. بهيج الخطيب‎, род. 1895, Дамаск, Османская империя — 1981, Дамаск, Сирия) — сирийский политический деятель, председатель Совета Комиссаров (глава государства) Сирии (1939—1941).

## Биография
Получил образование в Ливане и до начала политической карьеры был нефтяным торговцем в Бейруте.
Поступил на государственную службу, когда Франция получила мандат Лиги наций на Сирию и Ливан (1920).
Как полностью лояльный французским колониальным властям политический деятель, он через определенное время был назначен директором полиции и общественной безопасности. На этом посту он развернул кампанию по преследованию и национально настроенных лидеров и организаций. Когда в знак протеста против нежелания французских властей ратифицировать соглашение о независимости Сирии ушёл в отставку первый президент республики Хашим Бей Халид Аль-Атасси, аль Хатиб был назначен на его место.
В 1939—1941 годах — президент Сирии. На этом посту проявлял абсолютную лояльность Франции и выступал против любых проявлений, ориентированных на независимость. Вследствие крайней непопулярности среди сирийских населения и элиты в 1941 году был отправлен в отставку президентом Шарлем де Голлем.